# Olaf Koob

Olaf Andreas Koob, 2010

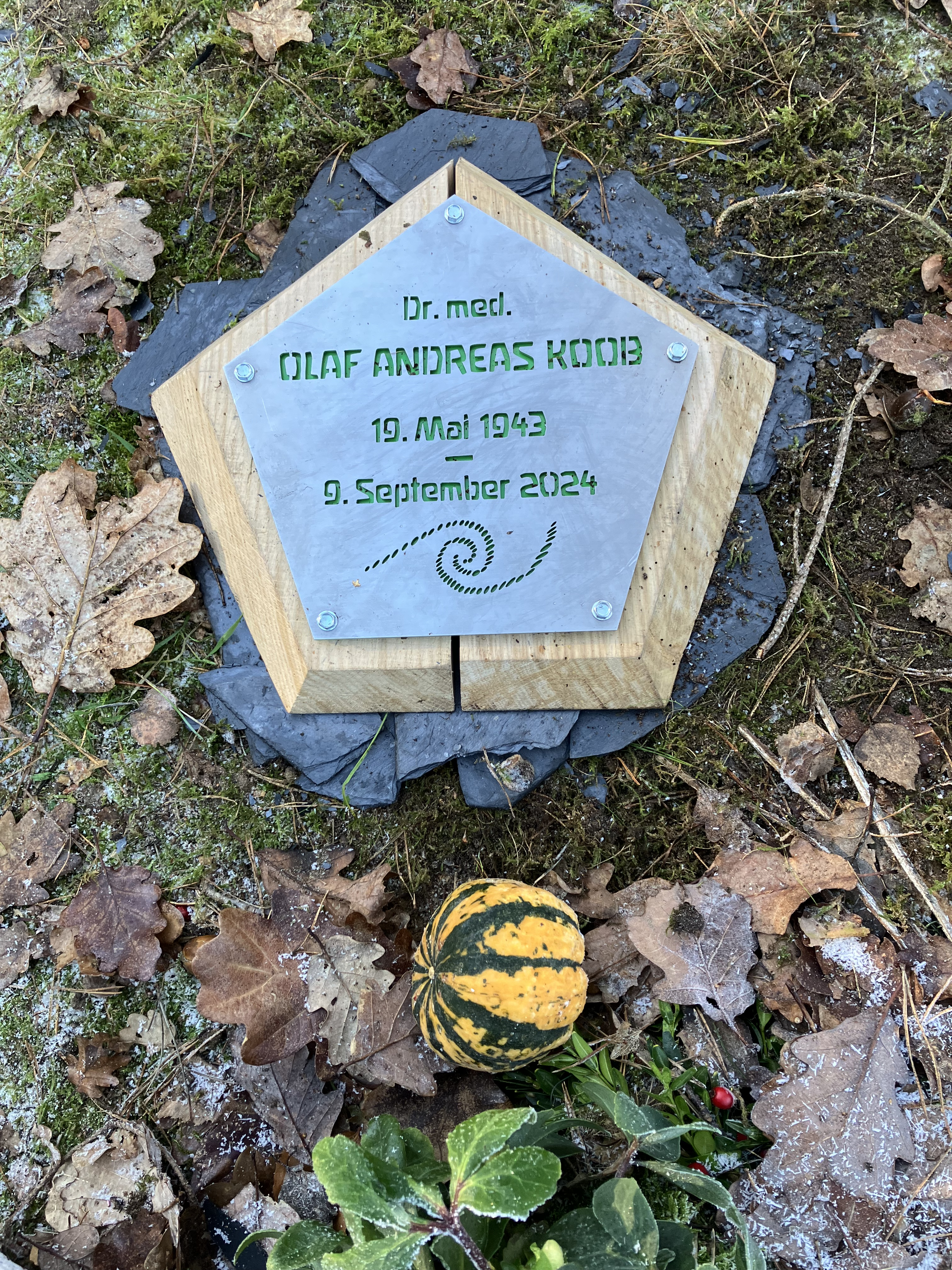
Grabtafel auf dem Friedhof in Sammatz

Olaf Andreas Koob (* 19. Mai 1943 in Wuppertal; † 9. September 2024 in Lüneburg) war ein deutscher Facharzt für Allgemeinmedizin und Buchautor mit Schwerpunkt in der anthroposophischen Medizin. Neben seiner ärztlichen Praxis war er zudem in der Drogentherapie und als Dozent und Vortragsredner für künstlerische Therapie und allgemeinmedizinische Fragen im In- und Ausland tätig.

## Leben
Olaf Andreas Koob wurde 1943 in Wuppertal-Elberfeld geboren. Seine Eltern waren der Gebrauchs- und Werbegrafiker, Karikaturist und Illustrator Ludwig Koob und seine Ehefrau Sophie Koob, geb. Hinnenberg. Nach dem Abitur auf dem neusprachlich-humanistischen Gymnasium Siegesstrasse (heute Ganztagsgymnasium Johannes Rau) in Wuppertal-Barmen im Jahre 1962, hospitierte er für ein Jahr als Erzieher in einer heilpädagogischen Einrichtung (Peredur Homeschool) in East Grinstead/Sussex in England.
Von 1964 bis 1970 studierte er in Freiburg/Brsg. Medizin und schloss das Studium mit der Approbation ab. Im Jahre 1972 legte Koob seine Dissertation zum Thema „Die Idee von Gesundheit, Krankheit und Heilung bei Rudolf Steiner (1861-1925)“ in der Medizinischen Fakultät der Albert-Ludwigs-Universität am Institut für Geschichte der Medizin der Universität Freiburg im Breisgau, ab; währenddessen absolvierte er von 1970 bis 1972 die vorgeschriebene medizinal-Assistentenzeit im Krankenhaus in Freiburg/Brsg.
Nach Erhalt der ärztlichen Kassenzulassung im Jahre 1972 gründete Koob eine Hausarztpraxis in Freiburg/Brsg. 1974 verlegte er seine hausärztliche Praxis an die Hiberniaschule in Herne und ließ sich in Wanne-Eickel nieder.
Von 1977 bis 1984 übernahm er als Mitbegründer die ärztliche Leitung der Fachklinik für Drogenkrankheiten „siebenzwerge“ in Salem/Oberstenweiler; parallel dazu betrieb er seine hausärztliche Niederlassung in Marktdorf/Baden, mit der er zwischen 1984 und 1990 nach Büsingen (bei Schaffhausen) zog.
Zwischen 1990 und 1998 war er Professor für Medizin an der Fachhochschule für Kunsttherapie in Ottersberg bei Bremen, bis ihn der Ruf an die Parzival-Schule in Berlin-Zehlendorf erreichte, wo er von 1998 bis 2020 sowohl für die privat- als auch die schulärztliche Versorgung tätig war. Parallel dazu erfolgte zwischen 2012 und 2017 die konsiliarische Tätigkeit in der „ODILIA“ Sozialtherapeutischen Wohn- und Arbeitsgemeinschaft für psychiatrische Langzeitpatienten in Kirchehrenbach/Forchheim.
Im Jahre 2020 zog er von Berlin nach Lüneburg um und Anfang des Jahres 2023 auf den Michaelshof in Sammatz (Neu-Darchau), wo er mit dem Aufbau einer kleinen Arztpraxis in der Gemeinschaft am Michaelshof begann.
Über den gesamten Zeitraum unternahm er ausgedehnte Reisen als Vortragsredner, Seminarleiter und Dozent für künstlerische Therapie und allgemeinmedizinische Fragen im In- und Ausland, vor allem in Bulgarien, England, Kanada, Russland, der Schweiz, der Türkei und den USA. Neben und aus diesen Tätigkeiten entstanden zahlreiche Bücher zur Gesundheitspädagogik und Drogenfragen.
Olaf Andreas Koob verstarb am 9. September 2024 infolge eines Schlaganfalls, den er im Oktober 2023 während einer seiner Vortragsreisen in Istanbul erlitt. Sein Urnengrab befindet sich auf dem Friedhof in Sammatz.

### Privates
Olaf Andreas Koob widmete sich während seiner Tätigkeit als Arzt auch der Schauspielkunst. Er studierte u. a. bei Frieder Nögge in Stuttgart und brachte im dortigen Theater „Forum 3“ die Fassung von Nögges Vier Temperamente auf die Bühne. In den Jahren 2013 und 2015 wirkte er mit Freunden aus der Schweiz u. a. in den Theaterstücken Pfingsten in Deutschland und Ovid und Sulmona (Autor: Thomas H. Meyer, Perseus Verlag, Zürich) mit.
Olaf Andreas Koob war mit Barbara Koob, geb. Greten, verheiratet und hat mit ihr fünf Kinder.

## Werke (Auswahl)
- Die Idee von Gesundheit, Krankheit und Heilung bei Rudolf Steiner (1861-1925) (Inaugural-Dissertation zur Erlangung der Medizinischen Doktorwürde der Medizinischen Fakultäten der Albert-Ludwigs-Universität zu Freiburg i. Br. 1972)
- Gesundheit, Krankheit, Heilung: Grundbegriffe einer menschengemäßen Heilkunst in der Anthroposophie Rudolf Steiners, Verlag Freies Geistesleben, Stuttgart 1974, 2. Auflage 1978, ISBN 3-7725 0633 X
- Erkennen und Heilen: Anthroposophische Gesichtspunkte zur seelischen Hygiene, Verlag Freies Geistesleben, Stuttgart 1984, ISBN 3-7725-0172-9
- Drogen-Sprechstunde: Ein pädagogisch-therapeutischer Ratgeber, Verlag Urachhaus Stuttgart 1992, 2. Auflage 1992, ISBN 3-87838 651 6
- Die dunkle Nacht der Seele: Wege aus der Depression, Falter im Verlag Freies Geistesleben, Stuttgart 1994, 3. Erweiterte Auflage 2007, ISBN 978-3-7725-1068-7
- Das Ich und sein Doppelgänger: Zur Psychologie des Schattens, Verlag Johannes M. Mayer & Co. GmbH, Stuttgart-Berlin 1998, ISBN 3-932386-12-4
- Kranke Haut: Organische und seelische Ursachen, Verlag Johannes M. Mayer & Co. GmbH, Stuttgart 1999, 4. Auflage 2020 im Info3 Verlag, Frankfurt am Main, ISBN 978 3 95779-120-7
- Das verletzte Gemüt: Ursachen und Behandlung von Nervosität, Hyperaktivität und Aufmerksamkeitsstörungen, Verlag Johannes M. Mayer 6 Co. GmbH, Stuttgart-Berlin 2003, ISBN 3-932386-42-6
- Hetze und Langweile: Die Suche nach dem Sinn des Lebens, Falter im Verlag Freies Geistesleben, Stuttgart 2008, 2. Auflage 2011, ISBN 978-3-7725-1437-1
- Fülle der Nacht: Das Geheimnis unseres Schlafs, Falter im Verlag Freies Geistesleben, Stuttgart 2010, 2. Auflage 2017, ISBN 978-3-7725-1439-5
- Wenn die Organe sprechen könnten: Grundlagen der leiblich-seelischen Gesundheit, Info3 Verlag, Frankfurt am Main 2015, 9. Auflage 2022, ISBN 978-3-95779-045-3 - in englischer und chinesischer Übersetzung
- If the organs could speak: understanding the character of our inner anatomy, Temple Lodge Publishing Ltd., Forest Row 2018/2023, ISBN 978-1-912230-15-0
- „Tankstelle Nacht“: Schlaf und Schlaflosigkeit (Nr. 236), „anthrosana“ Verein für anthroposophisch erweitertes Heilwesen, Arlesheim (CH), 2018, ISBN 978-3-905364-36-1

### Audioaufnahmen
- Homöopathie, Chinesische Medizin, Anthroposophische Medizin: Grundlagen, Gegegensätze, Gemeinsamkeiten; 2 Audi-CDs, Vortragsaufnahme im Scala Basel, 6. November 2006, Sentovision, 2006, ISBN 978-3-03752-025-3

### Internet- und Videoportal
- Warum das Herz keine Pumpe ist, DVD-Wissen-com, 1. TEN-Kongress der Schweiz 2014[1]
- Wenn die Organe sprechen könnten, Osnabrück, 28.10.2019[2]
- Fülle der Nacht, Osnabrück 18.03.2022[3]

## Nachrufe
- „Erinnerungen an den Schauspieler Olaf Koob“, Dr. Bettina Volz in „Europäer“, Perseus Verlag Schweiz, Jg. 29, N. 1, November 2024
- „Im Gedenken an Olaf Koob“, Claudia Brady in „Der Merkurstab“, Zeitschrift für Anthroposophische Medizin, Heft 1, Januar/Februar 2025